# (260676) Évethurière
(260676) Évethurière est un astéroïde de la ceinture principale.

## Description
(260676) Évethurière est un astéroïde de la ceinture principale. Il fut découvert le 8 mai 2005 par Bernard Christophe à l'observatoire de Saint-Sulpice. Il présente une orbite caractérisée par un demi-grand axe de 2,52 UA, une excentricité de 0,12 et une inclinaison de 2,6° par rapport à l'écliptique.
Il fut nommé en hommage à la physicienne des particules Évelyne Gerlic (née Thurière), chercheur au CNRS.

## Compléments